# Android Nougat
Android Nougat（安卓牛軋糖，開發代號：Android N）又名Android 7 是由Google開發的Android作業系統的第7個主要版本。首個測試版本在2016年3月9日發行，正式版本在2016年8月22日發行。Google Nexus,Google Pixel設備可首先接受更新。
Android Nougat引入了作業系統及其開發平台顯著的變化，包括在螢幕上同時顯示多個應用程序的能力，內聯通知回復的支持，以及一個基於OpenJDK的Java的環境，對於先進的Vulkan 2D/3D圖形渲染API的支持，並支持設備“無縫”系統更新。

## 歷史

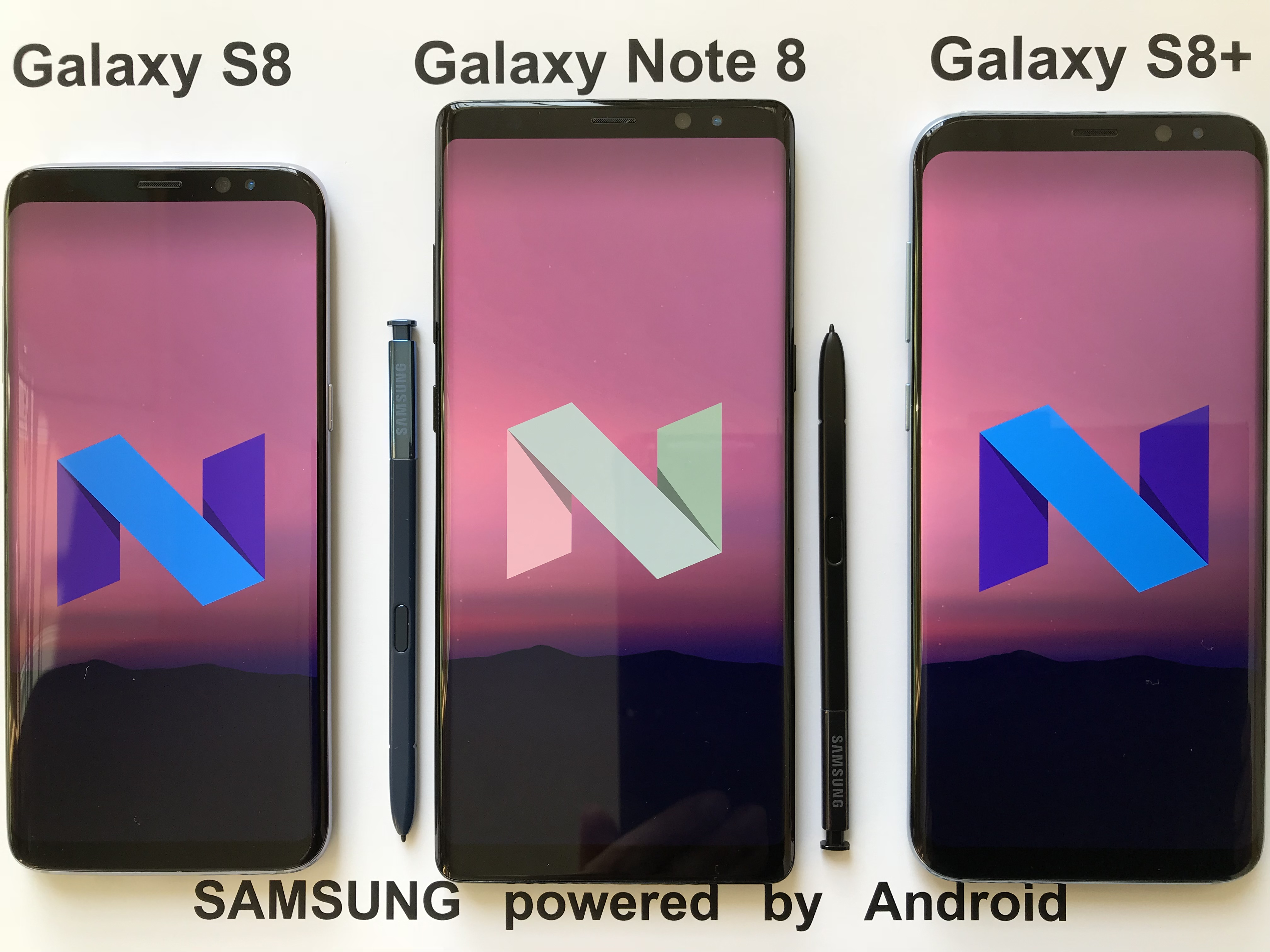
运行Android Nougat的智能手机

Google於2016年3月9日的Google I/O大會首次公佈“Android N開發者預覽”（Android N Developer Preview）的測試版本。Google表示，Android N的五個開發者預覽將會從2016年3月一直到7月按月發行，最終版本的開發者預覽將在2016年第三季度發行。開發者預覽版本僅僅與當前的Nexus系列設備兼容，包括Nexus 5X、6P、6、9、Pixel C和Nexus Player。
在2016年7月1日，Google正式命Android N的名稱為Nougat，意為牛軋糖。最終的開發者預覽版（第5版）於2016年7月18日發行。
Android Nougat在2016年8月22日正式發行，Google Nexus系列的Nexus 6、Nexus 5X、Nexus 6P、Nexus 9、Nexus Player、Pixel C和General Mobile 4G（Android One）最先獲得更新。
LG在2016年9月7日正式發表高階手機LG V20，是第一部預裝Android Nougat的手機。

## 特色
1. 超過 1,500 個表情圖案，當中 72 個為全新推出: 透過更新和全新推出的表情圖案，讓您的用詞更栩栩如生。
2. 多語言代碼設定: 您可以同時使用兩種或以上語言。
3. 多視窗檢視: 您可以同時觀看影片和發短訊，或同時計時和閱讀食譜。
4. 在應用程式之間快速切換: 現在，輕按兩下即可在應用程式之間切換，亦可並排執行兩個應用程式。
5. 以全新角度體驗 Android: Vulkan™ API 具備高 3D 圖形性能，徹底改良遊戲體驗。您可以在支援的裝置上透過更銳利的圖像和精美效果享受生動的應用程式。Need for Speed™ No Limits 的 Vulkan 版本現已登陸 Google Play。
6. 享受簡單、高質素的虛擬現實體驗: Android Nougat 預載 VR 模式，隨時帶您進入全新世界。適用於支援 Daydream 的手機。
7. 隨時隨地啟用休息模式: 「休息模式」助您在外出時節省電量。當您將裝置放在口袋或手袋時，裝置會進入低電量使用狀態。
8. 自訂快速設定: 重新整理「快速設定」圖塊，加快存取您喜愛的功能。
9. 在通知欄直接回覆: 通知欄的小型對話框讓您快速回覆訊息，無需開啟任何應用程式。
10. 組合通知: 結合多個應用程式的組合通知讓您快速查看最新資訊。只需輕按一下，即可展開並查看通知詳情，無需開啟應用程式。
11. 數據節省程式: 透過「數據節省程式」限制裝置的數據用量。啟用「數據節省程式」後，背景應用程式將無法使用流動數據。
12. 通知控制項: 有通知彈出時按住即可切換設定。例如，您可以直接在通知欄中將應用程式日後發出的通知設為靜音。
13. 顯示尺寸: 您不單可以變更裝置上的文字大小，更可變更圖示尺寸和整體體驗。
14. 流暢更新: 部分指定新裝置的軟件更新會在背景下載，因此當裝置與最新的安全性工具同步時，您無需再花時間等候。
15. 檔案層級加密: Android 能夠在檔案層級進行加密，從而為裝置上的個別使用者進一步隔離和保護檔案。
16. 直接開機: 即使您尚未輸入密碼，裝置亦快速啟動，各個應用程式也可安全執行。

## 外部鏈接
- 官方网站

| 前任： Android Marshmallow | Android Nougat 2016 | 繼任： Android Oreo |